# Dominique Bouchard (athlétisme)
Pour les articles homonymes, voir Dominique Bouchard et Bouchard.
Dominique Bouchard, né le 4 février 1963 à Saint-Denis et mort le 1er février 1999 à Ambert, est un athlète français.

## Carrière
Septième du 1 500 mètres des Jeux méditerranéens de 1983, Dominique Bouchard remporte le 1 500 mètres des Championnats de France d'athlétisme en salle 1984 à Paris.